# 하노이역
하노이역(베트남어: Ga Hà Nội / Ga 河內, 河內驛(하내역))은 베트남 하노이의 철도역이다. 주소는 동다군(埬栘郡)  레주언로(黎筍路) 120번지(120 Lê Duẩn, Đống Đa, Hà Nội, Việt Nam)이다. 프랑스 식민지 시대에 르네상스 양식으로 건축되어 문을 열었다.(1902년) 베트남전쟁 때 폭격을 입어 파괴되었다가(1972년) 재건되었다.(1976년) 현재는, 폭격을 면했던 역 양측의 부분에서 당시의 흔적을 회상할 수 있다.  하노이역은 3면5선의 지상역이다.

## 노선
이 역은 5개 노선을 통하여 베트남 대부분의 지방행정구역까지 갈 수 있는 시발착역이다.
- 베트남 철도
  - 남북선
  - 하노이-라오까이선
  - 하노이-꽌찌에우선
  - 하노이-동당선
  - 하노이-하이퐁선
- 하노이 지하철
  - 3호선 (건설 중)

| 남북선                                                            | 남북선 | 남북선                 |
| ----------------------------------------------------------------- | ------ | ---------------------- |
| 시·종착역                                                         |        | 잡밧역 호찌민 방면     |
| 하노이-라오까이선 하노이-하이퐁선 하노이-동당선 하노이-꽌찌에우선 |        |                        |
| 시·종착역                                                         |        | 롱비엔역 라오까이 방면 |